# 梅尼帕峰
71°56′S 25°10′E / 71.933°S 25.167°E
梅尼帕峰是南極洲的山峰，位於東部南極洲的毛德皇后地，屬於南龍達訥山脈的一部分，處於梅費爾山以北9公里，海拔高度2,590米，該山峰由挪威的製圖師根據空中照片繪入地圖。